# Marcel Reich-Ranicki
Marcel Reich-Ranicki (Włocławek, 2 de junho de 1920 — Frankfurt am Main, 18 de setembro de 2013) foi um crítico literário alemão, nascido na Polônia.